# Críquet de primera clase
El críquet de primera clase, junto con el críquet de lista A y el críquet Twenty20, es una de las modalidades de más alto nivel de dicho deporte. Un partido de primera clase es un encuentro de tres o más días de duración entre dos equipos de once jugadores cada uno; se considera oficialmente digno de tal categoría en virtud del nivel de los equipos contendientes. Los partidos deben permitir que cada equipo juegue dos entradas; aunque en la práctica, un equipo puede llegar a jugar solo una entrada o ninguna.
Se desconoce cuál es la etimología de «críquet de primera clase»; sin embargo, el término ya se usaba de manera informal antes de adquirir estatus oficial en 1895, después de una reunión de los principales clubes ingleses. En una reunión de Imperial Cricket Conference (ICC), en 1947, se definió formalmente a nivel mundial. Una omisión significativa de la decisión de la ICC fue cualquier intento de definir retrospectivamente el críquet de primera clase. Esto ha dificultado que historiadores y, sobre todo, estadísticos puedan categorizar partidos jugados de la antigüedad, sobre todo los de Gran Bretaña antes de 1895. La Asociación de Estadísticos e Historiadores de Críquet (ACS) ha publicado una lista de los primeros partidos que se cree que han sido de alto nivel.
El test cricket, el más alto nivel de críquet, es estadísticamente una modalidad de críquet de primera clase, aunque el término «de primera clase» se emplea principalmente para referirse a la competencia nacional. Las estadísticas de primera clase de un jugador incluyen se desempeñó en cualquier juego en partidos de prueba.

## Uso inicial bajo la regla del MCC (mayo de 1894)
Antes de 1894, el críquet «de primera clase» era una descripción común que se empleaba en partidos de críquet en Inglaterra, pues se usaba de manera informal para sugerir que un partido tenía un alto nivel. Adjetivos como «gran», «importante» y «principal» también se aplicaban libremente a tales partidos, pero solían haber diferencias de opinión. En el número inaugural de la revista Cricket: A Weekly Record of the Game del 10 de mayo de 1882, el término se usa dos veces en la segunda página en referencia a la reciente gira de Australia y Nueva Zelanda del XI de Alfred Shaw. El informe dice que se están «considerando» los partidos de primera clase uno contra Sídney (sic), dos contra Victoria, el equipo combinado y el Australian Eleven, y otro contra South Australia. En el cuarto número del 1 de junio de 1882, James Lillywhite se refiere a partidos de primera clase en la gira pero da una lista diferente.
Los primeros registros de partidos datan de 1744; sin embargo, se han encontrados pocos antes de 1772. Las tarjetas de tres partidos de 1772 se han mantenido y las tarjetas de puntuación se hicieron cada vez más comunes a partir de entonces. A principios de la década de 1860, solo había cuatro clubes de condado formalmente constituidos. Sussex era el más antiguo, formado en 1839, y le habían seguido Kent, Nottinghamshire y Surrey. A principios de la década de 1860, se fundaron varios clubes más de condado y prensa deportiva empezó a cuestionarse sobre cuáles deberían clasificarse como primera clase, pero hubo considerable desacuerdo en las respuestas. En 1880, se fundó la Agencia de Informes de Críquet, la cual adquirió influencia durante la década sobre todo al asociarse con Wisden Cricketers' Almanack (Wisden), por lo que la prensa comenzó a confiar en su información y opiniones.
Después de una reunión en Lord's en mayo de 1894 entre el comité del Marylebone Cricket Club (MCC) y los secretarios de los clubes involucrados en el Campeonato de Condados oficial (que había comenzado en 1890), el término adquirió estatus oficial, aunque se limitaba a partidos en Gran Bretaña. Como resultado, esos clubes se convirtieron en primera clase a partir de 1895 junto con el MCC, la Universidad de Cambridge, la Universidad de Oxford, equipos turísticos senior de críquet (es decir, Australia y Sudáfrica en ese momento) y otros equipos designados como tales por el MCC (por ejemplo, el equipo inglés North contra South, Gentlemen contra Players y «onces» ocasionales que consistían en jugadores de primera clase reconocidos). Oficialmente, por lo tanto, el primer partido de críquet de primera clase inaugural fue el juego de apertura de la temporada de 1895 entre MCC y Nottinghamshire en Lord's el 1 y 2 de mayo, MCC ganando por 37 carreras.
«Partido de prueba» era otro término aplicado de manera informal en ese momento; sin embargo, la primera lista de partidos considerados «pruebas» fue concebida y publicada por el periodista australiano Clarence P. Moody en su libro de 1894, Australian Cricket and Cricketers,1856 to 1893–94. Su propuesta fue ampliamente aceptada después de que se reprodujera una lista de 39 partidos en el número del 28 de diciembre de 1894 de la revista Cricket. La lista comenzaba con el partido del Melbourne Cricket Ground jugado del 15 al 17 de marzo de 1877 y terminaba con un partido reciente en el Association Ground, Sídney, jugado del 14 al 20 de diciembre de 1894. Todos los partidos de Moody, más cuatro adicionales, fueron reconocidos retrospectivamente como partidos de prueba y también, por lo tanto, como partidos de primera clase.

## Definición formal bajo norma de la ICC (mayo de 1947)
El término «críquet de primera clase» se definió de manera formal por la entonces Imperial Cricket Conference (ICC) el 19 de mayo de 1947. Se dejó claro que la definición «no tendría efecto retrospectivo». La definición es la siguiente:
Se considerará un partido de primera clase a aquel que tenga tres o más días de duración entre dos equipos de once jugadores oficialmente considerados de primera clase. Los partidos en los que cualquiera de los equipos tiene más de once jugadores o que están programados para menos de tres días no se considerarán partidos de primera clase. El organismo rector en cada país decidirá el estatus de los equipos.
Por ejemplo, el MCC fue autorizado para determinar el estatus de los partidos jugados en Gran Bretaña. En todos los aspectos, la definición de la ICC de 1947 confirmó la definición del MCC de 1894, y le dio reconocimiento y uso internacional.
Por lo tanto, el juicio oficial del estatus es responsabilidad del organismo rector en cada país que sea miembro de pleno derecho del Consejo Internacional de Críquet (ICC). El organismo rector otorga el estatus de primera clase a los equipos internacionales y a los equipos nacionales que representan el estándar de juego más alto del país. Decisiones posteriores de la ICC hacen posible que los equipos internacionales de los miembros asociados de la ICC logren el estatus de primera clase, pero depende del estatus de sus oponentes en un partido dado.

### Definición
Según la definición de la ICC, un partido puede considerarse de primera clase si:
- tiene una duración programada de tres o más días;
- cada equipo que juega el partido tiene once jugadores;
- cada equipo puede tener dos entradas;
- el partido se juega en césped natural, y no artificial;
- el partido se juega en un lugar que cumple con ciertos criterios estándar con respecto a los lugares;
- el partido se ajusta a las Leyes del Críquet, excepto por solo enmiendas menores;
- el organismo rector del deporte en la nación correspondiente, o la ICC misma, reconoce el partido como de primera clase.

Un partido de prueba es un partido de primera clase jugado entre dos países miembros completos de la ICC, sujeto a su estado actual en la ICC y la aplicación de las condiciones de la ICC cuando se juega el partido.

### Partidos reconocidos
En 2010, la ICC publicó Classification of Official Cricket (En español: La Clasificación de Críquet Oficial) que incluye los criterios con los que un partido debe cumplir para lograr una categorización deseada. En la sección de críquet de primera clase, hay una lista de los tipos de partidos que deberían calificar. Dadas las diferencias de opinión sobre lo que constituye un partido de primera clase, la ICC estipula que su lista de tipos de partidos «no es exhaustiva y es simplemente indicativa de los partidos que entrarían en la definición de primera clase». Por ejemplo, la lista incluye partidos de equipos de primera clase reconocidos frente a equipos turísticos internacionales; y los principales campeonatos nacionales (usando sus nombres actuales en ese momento) como el Campeonato de Condados, Sheffield Shield, Ranji Trophy, etc.

## Ejemplos de competencias nacionales de primera clase

### Competencias masculinas activas de la actualidad
| País                | Nombre                                  | Observaciones |
| ------------------- | --------------------------------------- | --- |
| Inglaterra          | County Championship                     | |
| Sudáfrica           | Serie local de 4 días de la CSA         | |
| Australia           | Sheffield Shield                        | |
| Nueva Zelanda       | Plunket Shield                          | |
| India               | Ranji Trophy                            | |
| India               | Duleep Trophy                           | Competencia entre equipos zonales seleccionados por el BCCI. |
| India               | Copa Iraní                              | Jugado entre el ganador del Ranji Trophy y un equipo Rest of India seleccionado por el BCCI. |
| Pakistán            | Quaid-e-Azam Trophy                     | Jugado por asociaciones zonales desde 2019. |
| Pakistán            | President's Trophy                      | Competencia entre equipos que representan departamentos gubernamentales y semigubernamentales. |
| Indias Occidentales | Campeonato de las Indias Occidentales   | |
| Indias Occidentales | Headley Weekes Tri-Series               | Jugado entre el equipo de la Academia de las Indias Occidentales y dos equipos seleccionados entre los mejores intérpretes en el West Indies Championship y fuera del equipo inicial de pruebas de las Indias Occidentales. |
| Sri Lanka           | Torneo de Grandes Ligas (Sri Lanka)     | |
| Bangladés           | Liga Nacional de Críquet                | Jugado por 8 equipos basados en divisiones seleccionados por el BCB. |
| Bangladés           | Liga de críquet de Bangladés            | Jugado entre 4 equipos zonales seleccionados por el BCB. |
| Zimbabue            | Logan Cup                               | |
| Afganistán          | Torneo de cuatro días Ahmad Shah Abdali | |
| Afganistán          | Torneo de tres días Mirwais Nika        | |
| Irlanda             | Campeonato Interprovincial              | El último se jugó en 2019. |

## Clasificación retrospectiva de partidos jugados antes de las definiciones
La ausencia de cualquier decisión de la ICC sobre partidos jugados antes de 1947 (o antes de 1895 en Gran Bretaña) podría ser un problema para aquellos estadísticos de críquet que desean categorizar partidos anteriores de la misma manera. Han respondido compilando sus propias listas de partidos y asignando un estatus de primera clase estrictamente no oficial a los partidos que consideran que han sido de alto nivel. Por lo tanto, es solo una cuestión de opinión sin apoyo oficial. Han surgido diferencias inevitables y hay variaciones en las estadísticas de críquet publicadas. En noviembre de 2021, la ICC aplicó retrospectivamente el estatus de primera clase al críquet femenino, alineándolo con el juego masculino.

### Problema para los estadísticos
Un problema clave para los estadísticos es cuándo se considera que comenzó el críquet de primera clase para su propósito. En 1951, Roy Webber argumentó que la mayoría de los partidos anteriores a 1864 (es decir, el año en que se legalizó la técnica overarm bowling) «no pueden considerarse de primera clase» y sus registros se usan «por sus asociaciones históricas». Esto trazó una línea entre lo que era importante históricamente y lo que debería formar parte del registro estadístico. Por lo tanto, para los partidos de críquet anteriores a 1895 (es decir, en Gran Bretaña), el críquet «de primera clase» es esencialmente un concepto estadístico, mientras que el concepto histórico es más amplio y tiene en cuenta la importancia histórica. La justificación de Webber fue que el críquet solía ser «poco conocido antes de 1864, por lo general» (hubo un esfuerzo mayor y cada vez más organizado para promover el críquet de condado desde aproximadamente ese momento) y los detalles del partido estaban incompletos en su mayoría, sobre todo los análisis de lanzamiento, lo que dificultaba la compilación de registros. Según la opinión de Webber, el partido inaugural de primera clase fue el juego de apertura de la temporada de 1864 entre la Universidad de Cambridge y el MCC en Fenner's el 12 y 13 de mayo, con Cambridge ganando por 6 wickets.

### Lista de partidos relevantes
Cuando la Asociación de Estadísticos e Historiadores de Críquet (ACS) publicó la Guía de Partidos de Críquet de Primera Clase Jugados en las Islas Británicas en 1982, acordó tentativamente con la fecha de inicio de Webber en 1864 al decir que «la línea entre partidos de primera clase y otros partidos se puede discernir con mayor facilidad alrededor de esa fecha». Un año antes, la ACS había publicado la Guía de Partidos de Críquet Importantes Jugados en las Islas Británicas, 1709-1863, en la que enumeraba todos los partidos conocidos durante ese período que consideraba que tenían importancia histórica. La ACS estipuló que habían adoptado una visión más indulgente de la importancia con respecto a los partidos jugados en el siglo XVIII que la que tenían de los partidos jugados en el siglo XIX. Como explicaron, los detalles sobrevivientes de los partidos del siglo XVIII suelen estar incompletos mientras que hay un conjunto bastante completo de datos sobre partidos del siglo XIX, ciertamente desde 1825.

### Sugerencias acerca de los primeros puntos de inicio
Posteriormente, la opinión de Webber fue argumentada por Bill Frindall, quien creía que 1815 debería ser el punto de partida para abarcar toda la fase del roundarm bowling de la historia del críquet, aunque dicho estilo no comenzó en serio hasta 1827. En la opinión de Frindall, el partido inaugural de primera clase debería haber sido el juego de apertura de la temporada de 1815 entre el MCC y Middlesex en Lord's el 31 de mayo y el 1 de junio, con Middlesex ganando por 16 carreras. A pesar de la reputación de Frindall, la opinión de Webber se ha reavivado y reforzado en los últimos tiempos. Por ejemplo, en 2020, Derek Carlaw y John Winnifrith, investigadores de la ACS, comenzaron a estudiar a los jugadores de críquet de Kent desde 1806 al afirmar: «La Parte Uno está limitada a jugadores que aparecieron para Kent en partidos importantes de 1806 a 1863 y partidos de primera clase de 1864 a 1914».
En internet, las bases de datos CricketArchive (CA) y ESPN Cricinfo (CI) mencionan que el partido de primera clase más antiguo se dio entre Hampshire e Inglaterra en Broadhalfpenny Down el 24 y 25 de junio de 1772. En ese momento, los partidos de críquet se jugaban con un wicket de dos postes y exclusivamente haciendo el underarm bowling, aunque se habían incluido otras características del juego moderno. La opinión de estas bases de datos ha sido rechazada tanto por Wisden como por Playfair Cricket Annual. Wisden concuerda con Frindall al comenzar sus registros de primera clase en 1815. Playfair respalda a Webber y comienza sus registros en 1864.
El estatus de partidos anteriores, incluidos muchos en la guía Important Matches de la ACS, que no tienen una tarjeta de puntuación y para los que solo existe un breve anuncio o informe, debe basarse en otros factores. La importancia contemporánea se solía medir por la cantidad de dinero en juego y el hecho de que un partido fuera considerado lo suficientemente notable como para que la prensa lo informe. Los partidos del siglo XVIII en la lista de la ACS se compilaron principalmente para ayudar a los historiadores. El primer partido conocido al que se le otorgó un estatus superior en un informe contemporáneo (es decir, llamado «un gran partido» en este caso) y que se jugó por una suma considerable de dinero fue uno realizado en Sussex, entre dos equipos de once jugadores, en el que disputaban «cincuenta guineas cada uno». Jugado en junio de 1697, dicho partido tiene relevancia histórica; no obstante, no cuenta con el registro de datos estadísticos.